# Wilhelmine Brandes
Wilhelmine Brandes (5. April 1869 in Stettin – nach 1905) war eine deutsche Theaterschauspielerin.

## Leben
Brandes, die Tochter von Georg Brandes, wurde auch von ihm ausgebildet. Ihr erstes Engagement hatte sie 1888 in Breslau,  kam 1889 ans Hoftheater in München, wirkte von 1890 bis 1893 am Stadttheater in Straßburg, sodann ein Jahr am Hoftheater in Meiningen und trat 1894 in den Verband der Stadttheaters Zürich, wo sie als „Clärchen“ in Egmont debütierte. Dort verblieb sie bis mindestens 1905. Ihr weiterer Lebensweg ist unbekannt.